# Louis Gougaud
Pour les articles homonymes, voir Gougaud.
Dom Louis Gougaud (Louis Désiré Joseph Marie Gougaud, de son nom complet), né le 14 juin 1877 à Malestroit et mort le 24 mars 1941 à Farnborough, est un bénédictin et historien français. Il a étudié en particulier les origines du christianisme chez les Celtes, le monachisme et les influences des moines irlandais sur la culture européenne.

## Biographie
Louis Gougaud a été élève du collège[pas clair] Saint-Vincent[Où ?], puis est allé à l'Université de Rennes pour étudier le droit. Il a d'abord été intéressé par les questions artistiques, d'où ses premières publications dans des revues littéraires (1900-1906). En 1901, il a décidé de se consacrer à l'Église, puis a été ordonné prêtre à 27 ans. Il est entré dans l'ordre de Saint-Benoît et a été moine de l'abbaye bénédictine Saint-Michel de Farnborough (à partir de 1910). Il y est resté la majeure partie de sa vie restante, sauf quatre années passées dans des camps de prisonniers en Allemagne de 1914 à 1918.

## L'historien
Dans plus de deux cents articles et des centaines de notes critiques et de comptes rendus, il a exploré de nombreux aspects du vaste domaine de l'hagiographie, de la liturgie et du folklore celtes.
Il a publié de nombreux articles dans la Revue celtique mais aussi dans les revues suivantes : Revue bénédictine, Irish Ecclesiastical Record, Journal of theological Studies, Bulletin d'ancienne littérature et d'archéologie chrétiennes. 
Il était docteur honoris causa de la National University Of Ireland (1925).

## Livres
- Louis Gougaud, Les Chrétientés celtiques, Paris, J. Gabalda, coll. « Moines et monastères », 1911, 472 p. (lire en ligne), republiée en anglais avec de nombreuses additions et une refonte complète sous le titre suivant.
- (en) Louis Gougaud et Maud Joynt, Chritianity in Celtic Land : a history of the churches of the Celts, their origin, their development, influence, and mutual relations, London, Sheed & Ward, 1932, 458 p.
- (en) Louis Gougaud, Gaelic pioneers of Christianity : the work and influence of Irish monks and saints in continental Europe (VIth-VIIth cent.), Dublin, M.H. Gill, 1923, 166 p. (lire en ligne).
- Devotional and ascetic practices in the Middle Ages (1927).
- Louis Gougaud, Ermites et reclus : études sur d'anciennes formes de vie religieuse, Vienne, Abbaye Saint-Martin de Ligugé, coll. « Moines et monastères », 1928, 144 p. (lire en ligne).
- Louis Gougaud, Anciennes coutumes claustrales, Vienne, Abbaye Saint-Martin de Ligugé, coll. « Moines et monastères », 1930, 121 p. (lire en ligne).
- Louis Gougaud, Les saints irlandais hors d'Irlande : étudiés dans le culte et dans la dévotion traditionnelle, Louvain, coll. « Bibliothèque de la Revue d'histoire ecclésiastique » (no 16), 1936, 218 p.

## Articles

### Annales de Bretagne et des pays de l'Ouest
- L. Gougaud, « Notes sur le culte des Saints bretons en Angleterre », Annales de Bretagne et des pays de l'Ouest, nos 5-2,‎ 1921, p. 601-609 (lire en ligne, consulté le 3 avril 2021).
- L. Gougaud, « Mentions anglaises de saints bretons et de leurs reliques », Annales de Bretagne et des pays de l'Ouest, nos 34-3,‎ 1919, p. 273-277 (lire en ligne, consulté le 3 avril 2021).
- L. Gougaud, « Alexis-François Rio et la Bretagne », Annales de Bretagne et des pays de l'Ouest, nos 29-3,‎ 1913, p. 273-277 (lire en ligne, consulté le 3 avril 2021).
- L. Gougaud, « A propos d'une lettre de Brizeux à Alexis-François Rio », Annales de Bretagne et des pays de l'Ouest, nos 28-2,‎ 1912, p. 203-207 (lire en ligne, consulté le 3 avril 2021).
- L. Gougaud, « La soûle en Bretagne et les jeux similaires du Cornwall et du Pays de Galles », Annales de Bretagne et des pays de l'Ouest, nos 27-4,‎ 1911, p. 571-604 (lire en ligne, consulté le 3 avril 2021).
- L. Gougaud, « Un point obscur de l'itinéraire de saint Colomban venant en Gaule », Annales de Bretagne et des pays de l'Ouest, nos 22-2,‎ 1906, p. 327-343 (lire en ligne, consulté le 3 avril 2021).

### Revue des sciences religieuses
- L. Gougaud, « La crèche de Noël avant St-François d'Assise », Revue des sciences religieuses, nos 2-1,‎ 1922, p. 26-34 (lire en ligne, consulté le 3 avril 2021).

### Revue celtique
- Le témoinage des manuscrits sur l'œuvre littéraire du moine Latcen, (XXXe-37).
- Liturgies et arts celtiques, (XXXII-245).
- L. Gougaud, « Répertoire des fac-similés des manuscrits irlandais (1re partie) », Revue celtique, vol. XXXIV,‎ janvier 1913, p. 14-37, 355-358 (lire en ligne).
- L. Gougaud, « Répertoire des fac-similés des manuscrits irlandais (3e partie) », Revue celtique, vol. XXXVIII,‎ 1920-1921, p. 1-37 (lire en ligne).
- L. Gougaud, « Les saints irlandais dans les traditions populaires des pays continentaux », Revue celtique, vol. XXXIX,‎ janvier 1922, p. 199-226, 355-358 (lire en ligne).
- L. Gougaud, « L'aéronef dans les légendes du moyen âge », Revue celtique, vol. XLI,‎ janvier 1924, p. 354-358 (lire en ligne).

### Autre revue
- L. Gougaud, « Mulierum Consortia - Étude sur le syneisaktisme chez les ascètes celtiques », Royal Irish Academy, vol. 9,‎ 1921/1923, p. 147-156 (lire en ligne).